# جواهربال آپالاچی
جواهربال آپالاچی (نام علمی: Calopteryx angustipennis) نام یک گونه از سرده زیبابال است.